# Talkirche Schwarzburg

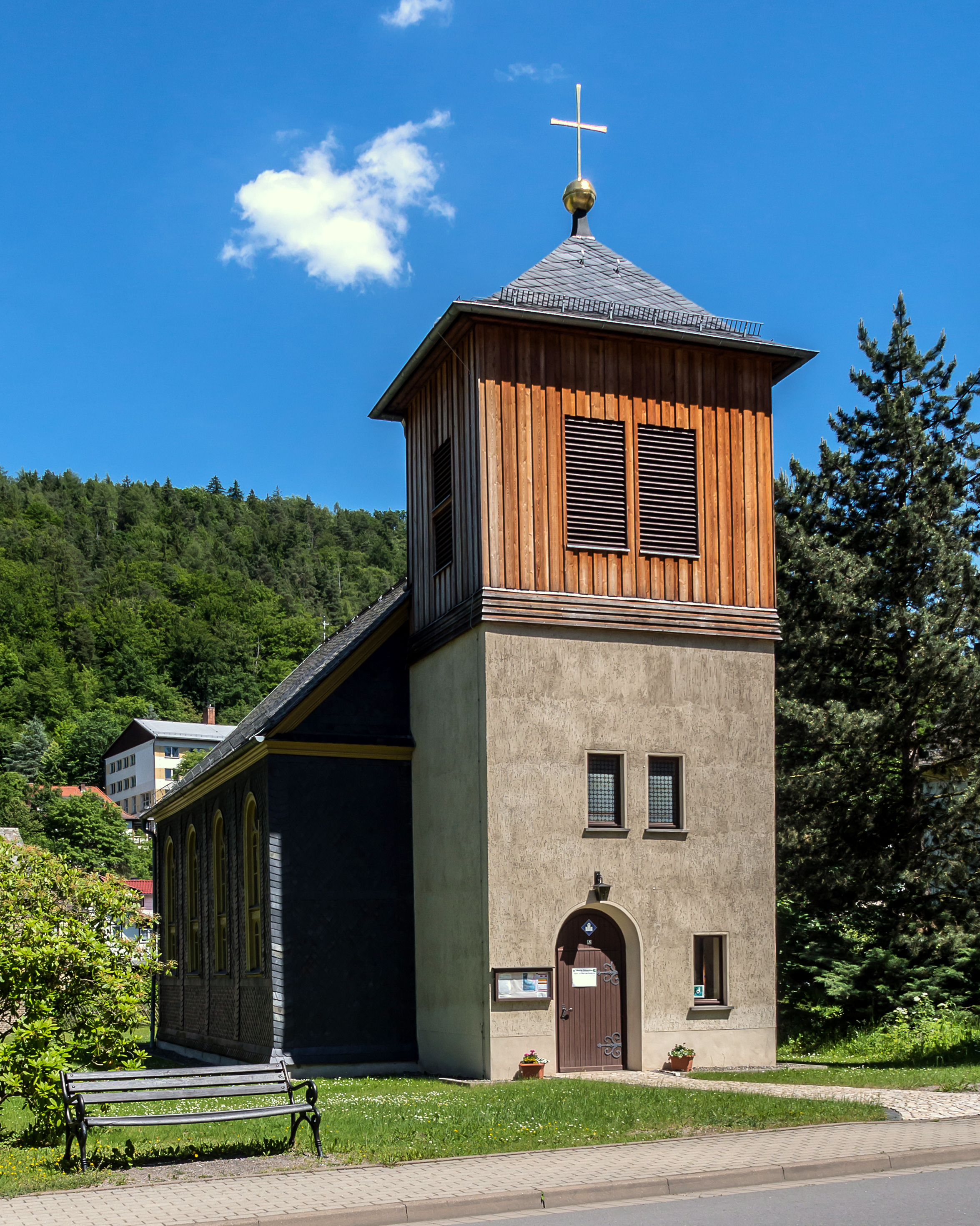
Die Kirche

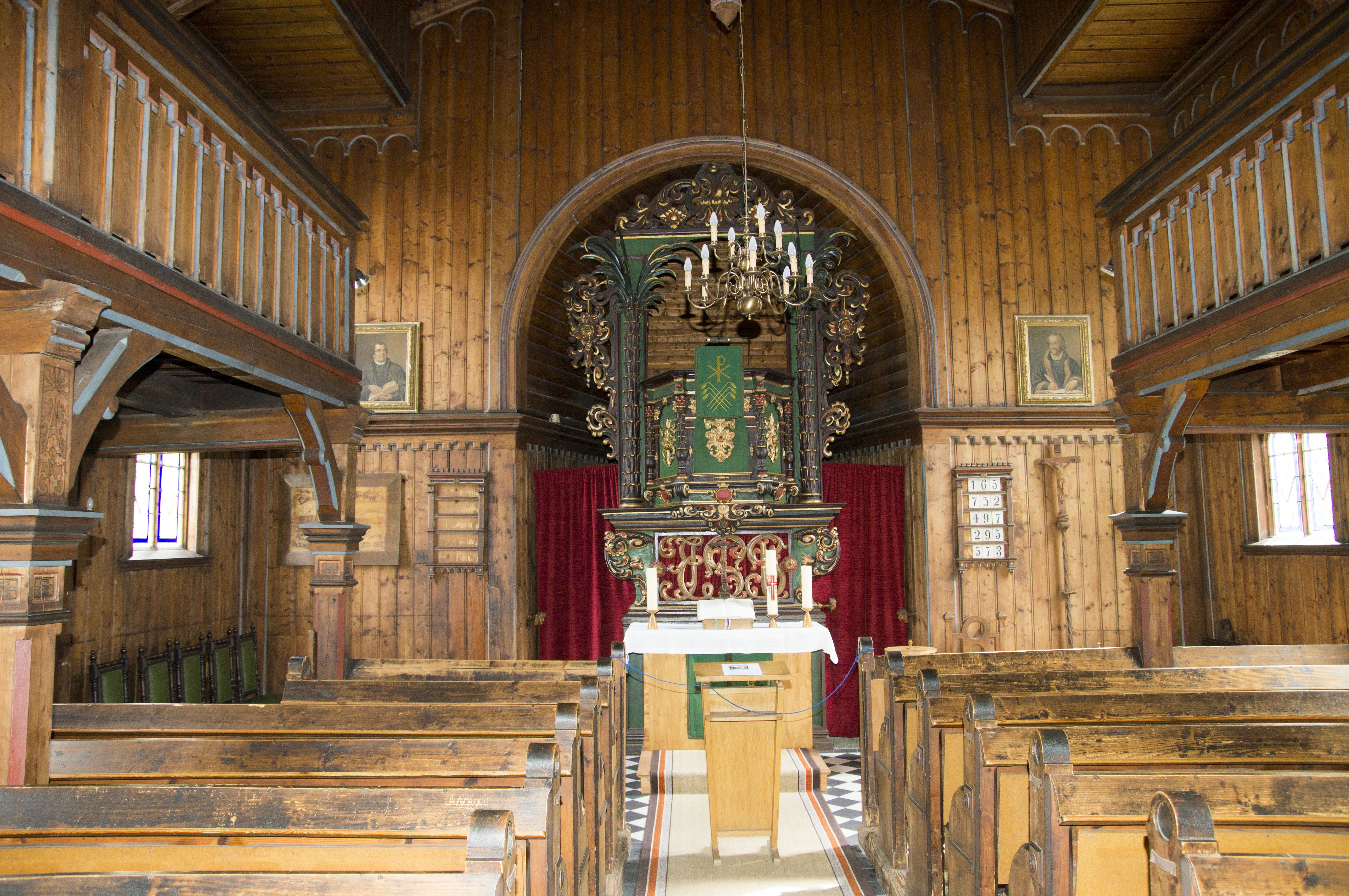
Innenraum mit Kanzelaltar

Die evangelische Talkirche Schwarzburg steht in der Gemeinde Schwarzburg im Schwarzatal im Landkreis Saalfeld-Rudolstadt in Thüringen. Sie wird von der evangelischen und katholischen Gemeinde genutzt.

## Geschichte
Erstmals um 1100 wird im Schwarzatal eine der Heiligen Margaretha geweihte Kapelle genannt. 1572 wurde die Kapelle laut einer Urkunde von Graf Anton zu Schwarzburg neu erbaut und der Hl. Dreifaltigkeit gewidmet. 1710 wurde Schwarzburg vom Kirchspiel Allendorf abgetrennt und bildete bis 1935 eine Einheit mit Unterweißbach. Seitdem gehört die Gemeinde wieder zu Allendorf. 1712 kam es zu Restaurierungen an der Kapelle. Ein Jahr später wurde die Schlosskirche erbaut, die vom Fürstenhaus und den Bewohnern von Schwarzburg genutzt wurde. Die Kapelle diente daraufhin als Friedhofskapelle.
In der zweiten Hälfte des 19. Jahrhunderts verfiel das Gebäude. Der Raum wurde vom Totengräber zur Aufbewahrung seiner Werkzeuge und der Totenbahre genutzt. Nur der Kirchturm trotzte dem Verfall. Im Frühjahr 1882 wurde der alte Bau weitgehend abgerissen und mit einem Neubau begonnen. Bereits am 10. Dezember 1882 konnte die Talkirche eingeweiht werden, für deren Bau sich insbesondere der Schlossprediger Kabis und der Lehrer und Kantor Magnus Voigt eingesetzt hatten. Der Kanzelaltar von 1712 wurde in die neue Kirche übernommen.
1973 musste der Kirchturm wegen Baufälligkeit eingerissen werden. Bis 1976 entstand der heutige Kirchturm. Ebenfalls aus diesem Jahr sind die vier bronzenen Kirchenglocken. 
Die letzte große Sanierung der Kirche fand von 2006 bis 2009 statt. Eine weitere Sanierung wurde notwendig, als der Chorbereich durch den Schwamm befallen war.
Die 1882 eingebaute Orgel der Firma Adam Eifert aus Stadtilm wurde 1982 durch eine Orgel der Firma Orgelbau Schönefeld, ebenfalls aus Stadtilm, ersetzt. Diese verfügt über neun Register auf zwei Manualen und Pedal.